# Arlanza (California)
Arlanza es un área no incorporada ubicada en el condado de Riverside en el estado estadounidense de California.

## Geografía
Arlanza se encuentra ubicada en las coordenadas 33°56′34″N 117°27′56″O / 33.94278, -117.46556.